# Pseudokod
Pseudokod är i datorprogrammering ett för ett icke-programspråk specifikt sätt att beskriva algoritmer. Det finns ingen standard för pseudokod. Pseudokod används dels i äkta datorprogram, instoppade i kodkommentarer, för att ge en skiss till kod som ännu inte skrivits, dels används det i publicerade program enbart avsedda att läsas, då en äkta programimplementation bedöms vara mer svårläst. Pseudokod kan även vara ett verktyg för att beskriva en algoritm utan att behöva ta hänsyn till olika programspråks variation av implementeringen.
Ofta består pseudokod av en blandning av ett "riktigt" programspråk och ett mänskligt språk som svenska eller engelska. Det är också vanligt att matematiska symboler ingår.